# 大町宿
大町宿（おおまちじゅく）は、千国街道（糸魚川街道）の宿場。現在の長野県大町市の市街地に相当する。

## 概要
鎌倉時代初期に、安曇郡一帯を治めた仁科氏の天正寺館を中心として、京に倣った町割りがなされ、三日町、五日町、六日町、八日町、九日町、十日町など定期市が立つ市場町が形成された。
戦国時代の武田氏の統治を経て、江戸時代には千国街道の中心地として栄えた。塩や海産物を扱う問屋や中馬荷継問屋があり、安曇地方で栽培された煙草や麻の集散地でもあった。糸魚川の信州問屋との交易は盛んで、毎年2000駄以上が大町を経由した。大町宿以北は牛方、南は馬方による輸送が盛んであった。
慶長13年（1608年）には伝馬役が200石の石役を割り当てられており、街道に沿った九日町、上仲町、下仲町、八日町、五日町、高見町、六日町にそれぞれ置かれた伝馬屋敷が輪番で担った。また元和元年（1615年）には「御他屋」と称する松本藩の出張陣屋が置かれ、籾蔵や塩蔵、麻蔵が併設された。街道に面して長屋門を設け、南北6間、東西8間の建物であった。宝永6年（1709年）の絵図によると、宿場の真ん中を鹿島川から引水した町川が流れ、橋を架けて両側の町家の行き来を可能にしていた。南北に桝形を持ち、南の入口には木戸があり、上仲町や下仲町に番屋が置かれた。また江戸時代中期以降に宿場北端に拡張した大黒町から東へ大町街道（現在の長野大町線）が分岐し、善光寺への参詣路としても利用された。
家数は寛永15年（1628年）に195軒、安政2年（1855年）には579軒を数えた。弘化4年（1847年）の善光寺地震では甚大な被害を受けた。文政8年12月（1826年1月）の赤蓑騒動では商家13軒が打ちこわしに遭った。

## 隣の宿
千国街道
池田宿 - 大町宿 - 海ノ口宿